# Mananthes leptostachya
Mananthes leptostachya là một loài thực vật có hoa trong họ Ô rô. Loài này được (Hemsl.) H.S. Lo mô tả khoa học đầu tiên năm 1981.